# Limpopo (tartomány)
Limpopo Dél-Afrika legészakibb tartománya. Nevét a Limpopo folyóról kapta, amely a tartomány nyugati és északi határát képezi. A tartomány fővárosa és legnagyobb városa Polokwane.
A tartományt 3 bantusztánból hozták létre: Lebowából, Gazankuluból és Vendából.

## Kerületei

Limpopo kerületeinek térképe

- Capricorn Kerület
  - Blouberg
  - Lepele-Nkumpi
  - Molemole
  - Polokwane
- Mopani Kerület
  - Ba-Phalaborwa
  - Greater Giyani
  - Greater Letaba
  - Greater Tzaneen
  - Maruleng
- Sekhukhune Kerület
  - Elias Motsoaledi
  - Ephraim Mogale
  - Fetakgomo Tubatse
  - Makhuduthamaga
- Vhembe Kerület
  - Makhado
  - Musina
  - Collins Chabane
  - Thulamela
- Waterberg Kerület
  - Bela-Bela
  - Lephalale
  - Modimolle–Mookgophong
  - Mogalakwena
  - Thabazimbi

## Fordítás
- Ez a szócikk részben vagy egészben  a   Limpopo című angol Wikipédia-szócikk ezen változatának fordításán alapul.  Az eredeti cikk szerkesztőit annak laptörténete sorolja fel. Ez a jelzés csupán a megfogalmazás eredetét és a szerzői jogokat jelzi, nem szolgál a cikkben szereplő információk forrásmegjelöléseként.